# 멜라니 졸리
멜라니 졸리(프랑스어: Mélanie Joly, 1979년 1월 16일~)는 캐나다의 정치인이자 변호사로, 자유당 소속이다. 몬트리올 캐나다 하원의원을, 2021년부터 2025년까지 캐나다 외교부 장관을 역임하였다.

## 생애
1979년 1월 16일, 몬트리올 북부 고을 출생으로, 부친은 회계사로 자유당 퀘백주당 재정위원회 위원장, 캐나다 항공 운송 보안청 관리자(2002~2007년)를 역임한 인물이다. 계모 캐럴-마리 알라드는 변호사이자 저널리스트로, 2000년부터 2004년까지 라발-이스트 지역 의원이었다.
2001년 몬트리올 대학교에서 법학 학사 학위를 취득한 후 퀘벡 변호사 협회 회원이 되었고, 이후 옥스퍼드 대학 브래세노스 칼리지에서 학업을 이어갔다.

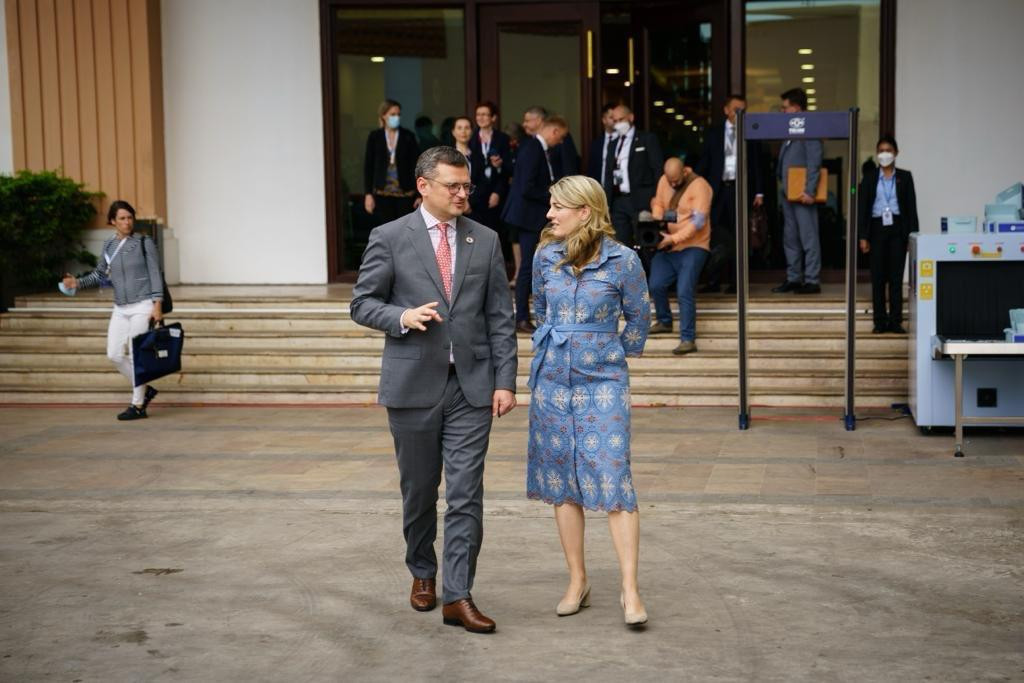
드미트로 쿨레바 우크라이나 외무부 장관과 (2022년 프놈펜)

졸리는 2021년 10월 26일 캐나다 외교부 장관에 취임하였다.
2022년 1월, 외교부장관 자격으로 우크라이나를 방문하였다. 이후 러시아의 우크라이나 침공이 시작된 후인 2022년 5월 8일 쥐스탱 트뤼도 총리와 다시 방문하였다.